# ナイジェリア航空250便墜落事故
ナイジェリア航空250便墜落事故（ナイジェリアこうくう250びんついらくじこ）は、1983年11月28日に発生した航空事故である。ムルタラ・モハンマド国際空港からアカヌ・イビアム国際空港へ向かっていたナイジェリア航空250便（フォッカー F28-2000）がアカヌ・イビアム国際空港への進入中に墜落し、乗員乗客72人中53人が死亡した。

## 事故機
事故機のフォッカー F28-2000（5N-ANF）は製造番号11090として製造され、1975年2月10日に初飛行した機体で、総飛行時間は10,618時間、総飛行サイクルは14,149回であった。

## 事故の経緯
250便はムルタラ・モハンマド国際空港からアカヌ・イビアム国際空港へと向かう便であった。
パイロットはアカヌ・イビアム国際空港への進入の際に同空港へのVORによるアプローチをすることに決めた。しかし当時の視界は非常に悪く、また250便の高度はこの方法でのアプローチに必要な最低高度を下回っていた。250便は現地の最低降下高度であった300フィートを維持していたが、何らかの原因で250便は滑走路の端から約3kmの地点で降下を開始し、キャッサバ畑に墜落。その際ランディングギアは機体から分離し、機体は腹ばいの状態で数百フィートほど滑走した。また機体の様々な部品が引きちぎられた後、発生した火災が残骸を飲み込んだ。
この事故で乗員乗客53人が死亡した。そのうち15人が最初の衝突時の衝撃による死者で、残りの38人の死者は火災によるものであった。生存者19人のうち9人が重傷で、残りの10人は軽傷または無傷であった。
生存した運行乗務員や前方にいた客室乗務員、数人の乗客はコックピットの窓から脱出した。
犠牲者のうちの4人はナイジェリアの上院議員であったオフィア・ヌワリの子供たちであった。

## 事故原因
パイロットが悪天候の中で進入を継続する判断を下したことが事故原因であると考えられた。